# Sarriés (concejo)
Sarriés (oficialmente Sarriés / Sartze) es un concejo y localidad española del municipio del mismo nombre, perteneciente a la Comunidad Foral de Navarra.

## Demografía
En 2023, la entidad singular de población tenía empadronados 25 habitantes y el núcleo de población, también 25.